# Schwermetallhalden bei Freiberg
Schwermetallhalden bei Freiberg este o arie protejată (arie specială de conservare — SAC, sit de importanță comunitară — SCI) din Germania întinsă pe o suprafață de 28 ha, integral pe uscat.

## Localizare
Centrul sitului Schwermetallhalden bei Freiberg este situat la coordonatele 50°54′11″N 13°23′37″E / 50.9031°N 13.3936°E.

## Înființare
Situl Schwermetallhalden bei Freiberg a fost declarat sit de importanță comunitară în iunie 2002 pentru a proteja un număr necunoscut de specii din flora spontană și fauna sălbatică aflate în arealul zonei. Situl a fost protejat și ca arie specială de conservare în aprilie 2011.

## Biodiversitate
Situată în ecoregiunea continentală, aria protejată conține 2 habitate naturale: Pajiști uscate europene, Pajiști calaminariene cu Violetalia calaminariae.
La baza desemnării sitului se află un număr nedeclarat de specii protejate: